# اعتمادية مشتركة (علم نفس)

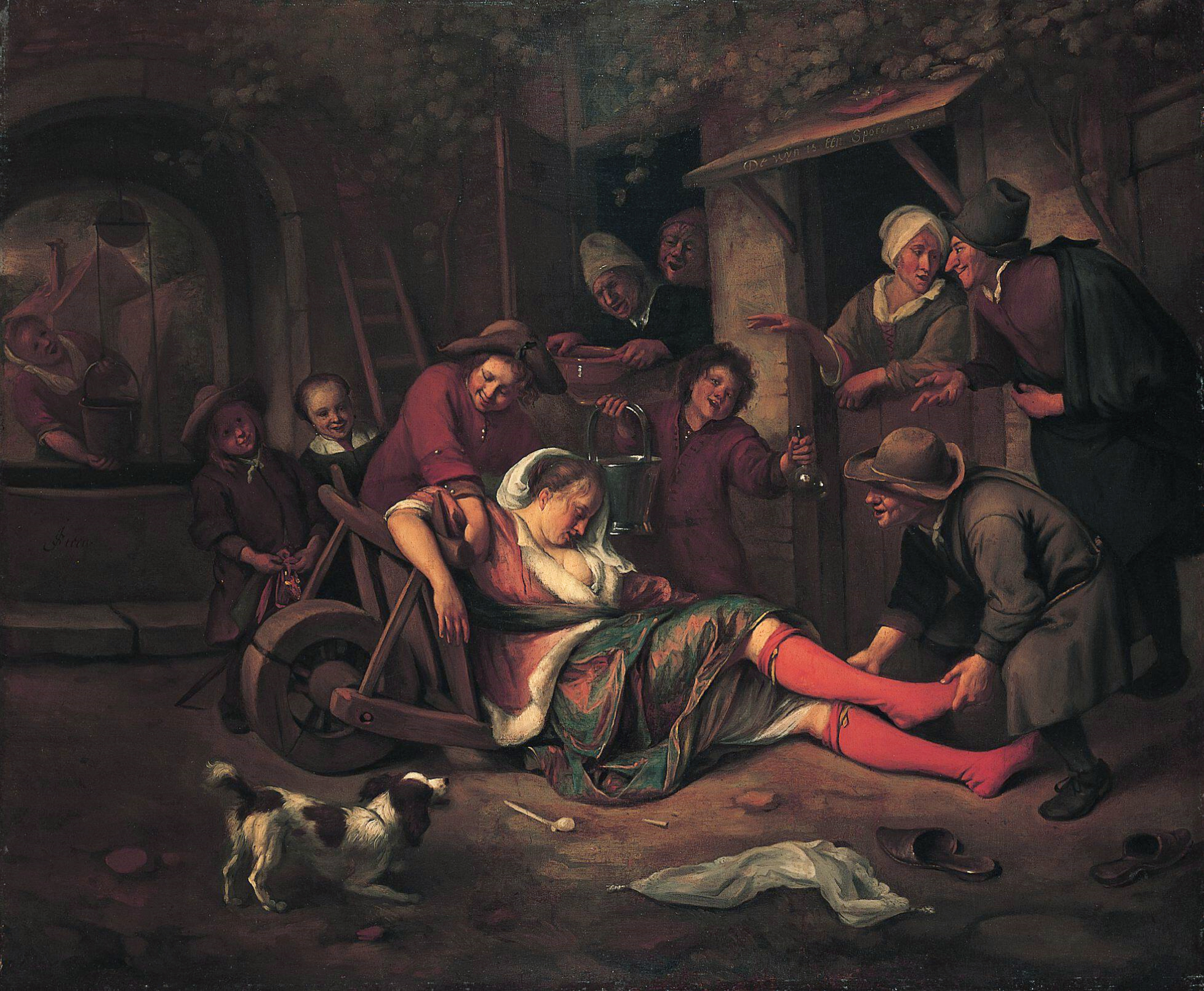

الاعتمادية المشتركة أو الاتكالية المشتركة أو التعلق المَرضي المشترك (بالإنجليزية: codependency)‏ هي سمة مميزة لنوع مضطرب من العلاقات البشرية تُعرف باسم العلاقات الاعتمادية أو الإتكالية، وهي شكل من أشكال العلاقات غير الصحية من الناحية النفسية، حيث يدعم فيها أحد طرفي العلاقة إدمان الطرف الأخر، مما يُعيق من نضجه وصحته النفسية وتحمله للمسؤلية، ومن أبرز سمات هذا النوع من العلاقات هو أن يستمد الشخص قيمته وهويته من غيره.

## نبذة تاريخية
يرى الدكتور لينارد جي دافيس (lennard J. davis) المتخصص في دراسات الإعاقات أن مصطلح الاعتمادية تولد من منظمة مدمني الكحول المجهولون، كجزء من الفهم المتطور لعملية الإدمان ببعديها الجسدي والنفسي، حيث اعتبر أن الإدمان ليس فقط عملية جسدية (البعد الفسيولوجي) ولكن قالب:الأصدقاء والعائلة المحيطه بالمدمن يشكلون عاملا مؤثرا في هذا الإدمان (العبد النفسي)، ثم استُخدم مصطلح الاعتمادية بعد ذلك على نطاق واسع ليصف نوع من الأشخاص تتميز علاقتهم وسلوكياتهم بالاعتمادية.
عادة ما يحدث تداخل بين مصطلح الاعتمادية وبين مصطلح اضطراب الشخصية الاعتمادية، حيث وضعت النظرية التحليلية الأساس الشفهي لهذا المصطلح، ووصفته نظرية التعلم الاجتماعي بأنه يتولد (يتظور) من خلال عملتي التعليم والتجربة، فيما اعتبرت نظرية التعلق أن الروابط العاطفيه هي أساس الاعتمادية، وبالتالي فإن الثلاث نظريات شاركت في خلق مصطلح اضطراب الشخصية الاعتمادية، وأُدرج المصطلح كأحد اضطرابات الشخصية في الدليل التشخيصي والإحصائي للاضطرابات النفسية المنشور من قبل الجمعية الأمريكية للأطباء النفسيين، مع تباين في التعريف والوصف التشخصيصي لهذا الاضطراب في الإصدار الأول للدليل (DSM-I) عن الإصدار الرابع له (DSM-IV)، حيث وصف الإصدار الأول الاضطراب بأنه حالة تتصف باليأس والإنكار، وأُدرج وقتها تحت بند اضطراب الشخصيه السلبيه العداونيه ولم يُدرج كاضطراب منفصل، فيما أدرجه الإصدار الرابع على أنه اضطراب منفصل ووضع له معايير تشخيصية، مع توضيح أن النمط الاعتمادي هو سلوك دائم في الشخص المصاب بالاضطراب، كما وصفه الإصدار الرابع بأنه احتياج جامح لأن يشعر الشخص بالاعتناء به، وخوفه من الهجران والانفصال.
ترجع جذور الاعتمادية إلى العالِمة الالمانية كارين هورني، حيث رأت أن هناك بعض الأشخاص يتبنون سلوكيات وصفتها بأنها «تتحرك أو تسعى تجاه (نحو) الآخر»، بغرض تجنبهم لشعورهم بالقلق، وبصورة أساسية فإن هذا النوع من الأشخاص يتحرك تجاه الآخرين ليكسب رضاهم وعطفهم، كما يتحكم بهم بصورة لاواعيه من خلال الاعتمادية، ويكون هؤلاء الأشخاص عامة متسامحين وغير أنانيين ومنكرين لأنفسهم، ومخلصين غير مبالين باحترامهم لذواتهم قدر مبالتهم بعلاقتهم مع الطرف الآخر.

## الأعراض والسلوكيات
يختلف تعريف الاعتمادية باختلاف المصدر، ولكن بصورة عامة فإن سلوكيات الاعتمادية مشابهة لسلوكيات الأشخاص المصابين باضطراب الشخصية الاعتمادية، ويمكن تعريف الاعتمادية بصورة موسعة على أن الشخص المصاب بها لا يستطيع أن يعيش معتمداً على ذاته أو مكتفياً بذاته، بل يميل للتعلق المَرضي بغيره، وتكون سلوكياته وأفكاره متمركزة حول شخص آخر أو شيء آخر أو مادة إدمان معينة، وفي ذات السياق فإن الأشخاص المدمنين على أي نوع من الإدمان يمكن اعتبارهم اعتماديين.
ليس المقصود بالاعتمادية هو الاهتمام أو توجيه المشاعر تجاه الطرف الآخر، إنما المقصود بها هو الصورة المبالغ فيها من هذه المشاعر التي تتخطى الحدود الصحية والمعقولة، وكأحد الفروق الواضحة بين الاعتماد والتعاطف الطبيعي (التقمص الوجداني) فإن التعاطف هو قرار يتم اتخاذه من قبل العقل الواعي، وبالتالي يمكن التحكم في هذا القرار وتغييره، أما في حالة الاعتمادية فإن القرار ينشأ في العقل الباطن وبصورة قهرية، كما أنه لا يمكن استنتاج الاحتياجات النفسية التي يسعي المصاب بالاعتمادية إلى إشباعها من خلال تضحيته وتعلقه المَرضي.
يشار إلى الاعتمادية بأنها مرض «فقد الذات»، وتتصف العلاقات الاعتمادية بمشاكل متعلقه بالتقارب الحميمي والتحكم العسفي والتجاهل والتواصل الغير فعال بجانب اضطرابات في قالب:حدود شخصية بين الطرفين، وبالتالي فإن أحد الطرفين يكون معتدي أو متحكم أو دافع للطرف الآخر (المدمن) ليستمر في إدمانه، في حين يكون الطرف المدمن متأخرا عن مستوي النصج النفسي والعاطفي المطلوب، كما أن المصاب بالاعتمادية قد يجد نفسه متورط في علاقة يكون دوره الأساسي فيها هو إنقاذ أو مساعدة أو تزويد الطرف الآخر بالثقة، وهذا النوع من المصابين بالاعتمادية يشعر بقيمته من خلال إشباع احتياجات الطرف الآخر، ويضع احتاجات الطرف الآخر أمام ناظريه ويكون مشغول بها تماما، في الوقت الذي قد يتجاهل فيه احتياجاته الشخصية.
تتلخص أعراض الاعتمادية في ما يلي:
- علاقات ذات طابع مكثف ودرامي ولكنها غير ثابتة.
- عدم القدرة على تحمل الوحدة، وبذل أقصي مجهود لتجنبها.
- مشاعر مزمنة من الملل والفراغ الداخلي
- رغبة عارمة في الشعور بالقبول والحب
- نقص الشعور بقيمة الذات

## النماذج والخصائص
يُمكن للاعتمادية تحدث في أي نوع من العلاقات بما في ذلك الحب، الزواج، الأسرة أو الأصدقاء.

### التورط في علاقة عاطفية
يستمد الشخص المصاب بالاعتمادية إحساسه بقيمته من المبالغة في التضحية والاستماتة في إشباع احتياجات الطرف الثاني والتمسك به وبالعلاقة معه بصورة غير طبيعيه، وذلك لأنه لا يستطيع الاكتفاء بذاته أو الاعتماد على ذاته، كما أن هناك دافع من العقل الباطن للاستمرار في هذه العلاقة، وتقديم اهتمامات وحياة الطرف الثاني على اهتماماته وحياته الشخصية، وذلك نتيجة الاعتقاد المبني بداخله والذي يتلخص في أن قيمته إنما تُستمد من الاخرين.
الاعتمادية واضطرابات الشخصية في العلاقات الثنائية
- اضطراب الشخصية الحدي: حيث يكون لدى الشخص المُحب المصاب باضطراب الشخصية الحدي ميول للاهتمام الزائد بالحبيب، وتقديم احتياجاته قبل أي شيء، وهذا النوع من التصرفات يولّد الاعتمادية، والتي يشعر المصاب من خلالها بالقيمة، كونه «شخص مسؤل ورحيم».
- اضطراب الشخصية النرجسية: حيث يجذب الأشخاص النرجسيين غيرهم من الأشخاص الذي يضعون احتياجات الآخرين قبل احتياجاتهم، وهذا النوع من التصرفات يزود النرجسي بما يحتاج إليه من سمع وطاعه وإذعان، وذلك يشبع احتياجات النرجسي النفسيه كالإحساس بالأهمية والقوة والتميز.

### الأسرة المضطربة
يتعلم الأطفال في هذا النوع من الأُسر أن يقدموا احتياجات الوالدين على احتياجاتهم وعلى أي شيء آخر، فيعتاد الطفل على التفكير في مشاعر والديه واحتياجاتهم، متجاهلا أو ناسيا مشاعره واحتياجاته الشخصية، ويشعر الطفل بالرضي إذا ما أشبع احتياجات ومشاعر والديه، كنتيجة مباشرة لشعور الوالدين بالرضا، وبتكرار هذا النموذج تتولد الاعتمادية لدي الطفل ولا يشعر بقيمته إلا إذا أشبع احتياجات الآخرين ومشاعرهم، ولذلك وبشكل عام فإن الآباء الذين يشبعون احتياجاتهم النفسية بصورة مستقلة بعيدة عن استخدام الأطفال في هذا الأشباع، هم من يمكنهم تقديم أفضل رعايه لأبنائهم، وعلى النقيض من ذلك فإن الوالد المصاب بالاعتمادية يكون أقل رعاية وفاعلية، كما أنه قد يتسبب في الضرر النفسي للأطفال، حيث أنه يسعي لإرضاء مشاعره على حساب الطفل.
ومن جهة أخرى فإن هناك نوع من الآباء المصابين بالاعتمادية يوصفون بالأنانية حيث يتجاهلون مشاعر أو احتياجات أولادهم، ويٌشعرون أولادهم بالخجل أو العار، والذي بدوره يستبب في الاعتمادية عند الطفل.

## مآل الاعتمادية والشفاء منها
لا يوجد اتفاق بين المعالجين النفسيين على طرق قياسية لعلاج هذا الاضطراب، فهناك العديد من المسارات العلاجية للأشخاص المصابين بهذا الاضطراب، فبعض المعالجين يختار العلاج المعرفي السلوكي مصحوبا أحيانا بعلاج دوائي قالب:اكتئاب الذي قد يصاحب هذا الاضطراب، وأيضا مجموعات الدعم، وأيضا العديد من الكتب والمساعدات الذاتيه التي انتشرت مؤخرا.
يتحول بعض المصابين أثناء محاولتهم الذاتية للعلاج من السلبية وتقديم احتياجات الآخرين إلى العكس تماما، فيصبحون عدوانيون أو أنانيون بصورة مفرطه، ومن هنا فإن الكثير من المعالجين يرون أن التوكيدية والثقة بالذات تعد إحدى الطرق التي تُعالِج الاعتمادية بعيدا عن الإفراط والتفريط، فالسليبة أو العدوانيه كلاهما ليس حلا.
أحد الأخطاء الشائعة أيضا أثناء رحلة العلاج تتمثل في عقلية الضحية، حيث يرى الشخص نفسه ضحية للأحداث الماضية، وهذا مثال واضح أيضا على الانتقال من النقيض إلي النقيض (من المسؤلية المصاحبة لـ«الاعتمادية» إلى اللامسؤلية المصاحبة لـ«عقلية الضحية») فين حين أن الأسلوب السليم يكون بالمسماحة والغفران والبدء من جديد، وهذا الأسلوب يُعد علامة أيضا على التعافي من الاعتمادية.
أحيانا تتسبب الاعتمادية في مزيد من الاضطرابات الأشد خطر كإدمان الكحول أو المخدرات أو اضطرابات الأكل أو إدمان الجنس أو الإعياء النفسي أو مجموعة من السلوكيات المنهزمة أو المدمرة للذات، كما يُلاحَظ الاعتداء المتزايد على المصابين بالاعتمادية من قِبَل «العدوانيين»، وكذلك قلة سعي المصابين بالاعتمادية إلى العلاج النفسي من هذا الاضطراب، كما أنهم ليسو بقدر الطموح والسعي الموجود في الأشخاص الغير مصابين بالاعتمادية.
قد تتسبب الاعتمادية بشكل فردي في القلق الاجتماعي والفوبيا والخجل واضطراب الشخصية التجنبية وتتسبب أحيانا في الكآبة واضطراب ما بعد الصدمة.

## المعايير التشخيصية
بعيداً عن الاختلاف ما بين علماء النفس حول إدراج الاضطراب بشكل منفصل أو إدراجه كجزء من اضطرابات الشخصية، إلا أن هناك معايير قياسية لتشخيص المرض كما يلي:
- تقديم احتياجات الآخرين على الاحتياجات الشخصية.
- قلق واضطراب في الحدود الشخصية والخوف من الانفصال عن العلاقة.
- التورط في علاقات مع أشخاص مصابون باضطرابات في الشخصية، أو مدمنون أو ذوي احتياجات عاطفية.
- ثلاثة أو أكثر مما يلي:

- التعويل المبالغ فيه على الإنكار
- تحجيم المشاعر
- الاكتئاب
- اليقظة المفرطة
- التوتر
- إدمان المخدرات
- كونه ضحية لانتهاك جسدي أو جنسي
- الأمراض الجسدية المصاحبه للتوتر
- الاستمرار في علاقة مع مدمن نشط لمدة سنتين على الأقل دون طلب المساعده.

## آراء مخالفة
يعتقد البعض أن الاعتمادية ليست اضطراب وبالتالي لا تحتاج إلى علاج، حيث أنها مبنية على سمات طبيعية جدا ولكن بصورة مبالغ فيها، فيما يري البعض أن الاعتمادية اضطراب صاحبه مبالغة في تشخيصه، وأنه يحتاج فقط إلى خطط علاجية قصيرة المدى.
يرى البعض أيضا أن طريقة الحديث عن الاعتمادية وأعراضها وعلاجها المشتق من المصطلحات الطبية تفترض وجود مرض مسبب لهذا السلوك المضطرب، وليس هناك دليل واحد على كون الاعتمادية ناتجة عن مرض.

## وصلات خارجية
- تقديم دعم للاعتمادية المشتركة: عام على مشروع الدليل المفتوح
- تقديم دعم للاعتمادية المشتركة: التشارك بإدمان الكحول على مشروع الدليل المفتوح
- تقديم دعم للاعتمادية المشتركة: اضطراب الشخصية الحدي على مشروع الدليل المفتوح